# Barleben
Barleben é um município da Alemanha, situado no distrito de Börde, no estado de Saxônia-Anhalt. Tem 29,73 km² de área, e sua população em 2019 foi estimada em 9.180 habitantes.